# ADesigner
aDesigner（エーデザイナー）は、視覚障害者や高齢者にもアクセスしやすく使いやすいウェブサイトを作るための、アクセシビリティチェックツール。2004年7月14日に日本IBMより無償公開された。ホームページリーダーの開発者でIBMフェローである浅川智恵子が開発に加わっている。

## 概要
aDesignerは、高齢者や視覚障害者などに対するアクセシビリティの問題点を具体的に指摘してくれるソフトであり、ウェブサイト製作者がアクセンシビリティに対応したウェブサイトを制作することを可能にするツールである。調査モードには2種類あり、音声読み上げ機能を搭載したウェブブラウザがウェブサイト内のテキストを正しく読み上げられるかを調査する音声モードと、色覚異常者などがウェブサイトを見た際に識別しやすい配色になっているかを調査するロービジョンモードがある。音声モードは日本語と英語に対応しており、ロービジョンモードは言語依存はない。
なお、現在ではエクリプス財団」にソースコードが寄贈されており、当該プロジェクトで開発が続けられている。

## リリース履歴
- 2008年10月8日 - aDesigner 0.5.0
- 2009年3月30日 - aDesigner 0.7.0
- 2009年11月10日 - aDesigner 0.7.1
- 2010年6月23日 - aDesigner 0.8.0
- 2010年10月12日 - aDesigner 0.8.1
- 2011年6月22日 - aDesigner 0.9.0
- 2012年6月27日 - aDesigner 1.0.0
- 2015年3月30日 - aDesigner 1.2.0
- 2015年11月2日 - aDesigner 1.3.0
- 2016年6月23日 - aDesigner 1.4.0